# Szprotawa
Pour les articles homonymes, voir Szprotawa.
Szprotawa (prononciation : [ʂprɔˈtava]) est une ville située dans le powiat de Żagań dans la voïvodie de Lubusz, en Pologne.
Elle est le siège administratif (chef-lieu) de la gmina appelée gmina de Szprotawa.
Elle se trouve sur la rivière Bóbr et se situe à environ 18 kilomètres au sud-est de Żagań (siège de le powiat) et 53 kilomètres au sud de Zielona Góra (siège de la diétine régionale).
Elle s'étend sur 10,94 km2.

## Histoire

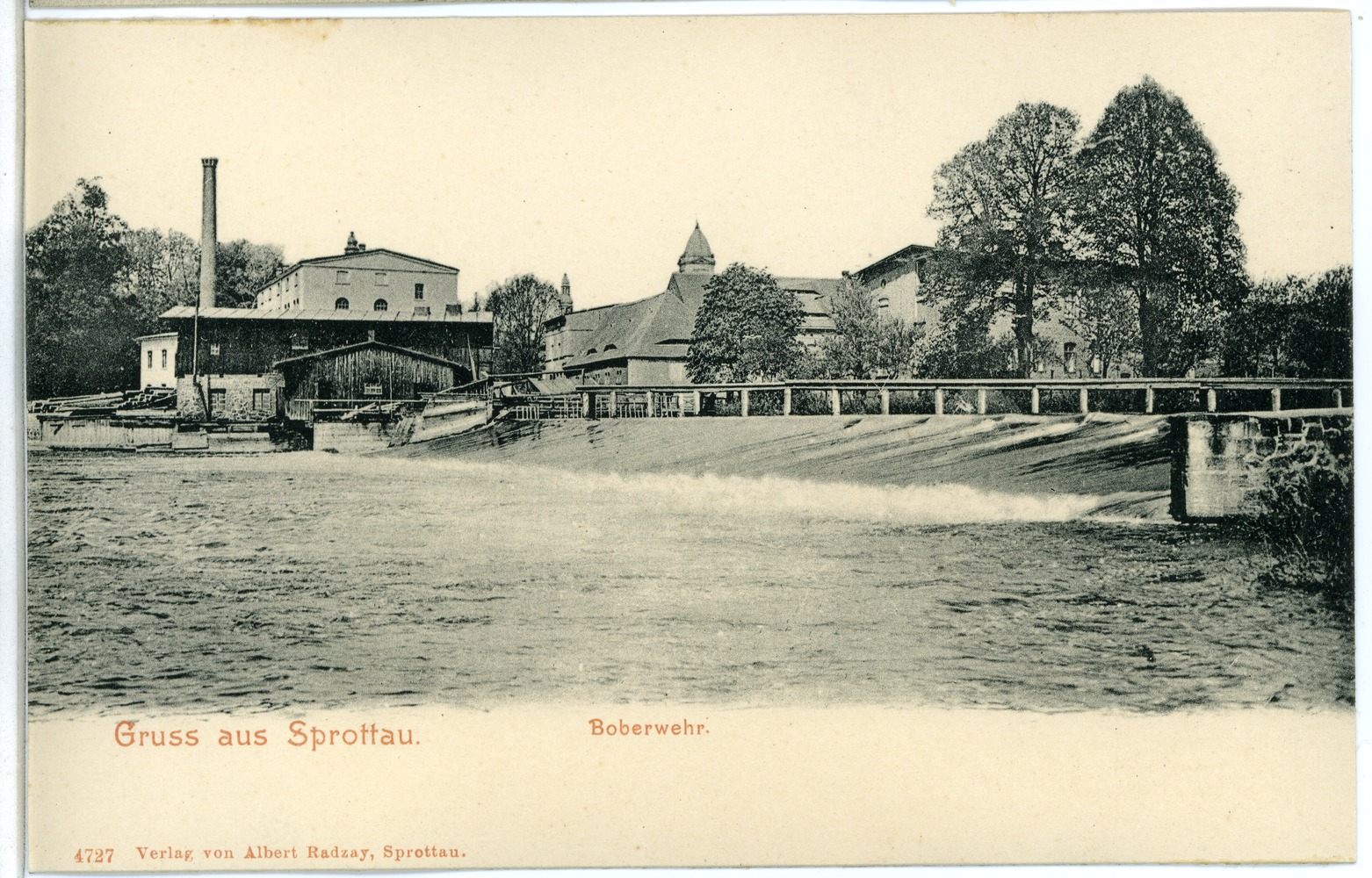
Gruss aus Sprottau, 1903. Éditeur : Albert Radzay.

Le nom allemand de la ville était Sprottau.
De 1742 à 1945, Sprottau fait partie de l'arrondissement de Sprottau dans le district de Liegnitz au sein de la province de Silésie.
Après la Seconde Guerre mondiale, avec les conséquences de la Conférence de Potsdam et la mise en œuvre de la ligne Oder-Neisse, la ville est intégrée à la République populaire de Pologne. La population d'origine allemande est expulsée et remplacée par des polonais.
De 1975 à 1998, la ville est attachée administrativement à la voïvodie de Zielona Góra.

Depuis 1999, elle fait partie de la voïvodie de Lubusz.

## Démographie
Données du 30 juin 2004 :
| Description        | Total  | Total | Femmes | Femmes | Hommes | Hommes |
| ------------------ | ------ | ----- | ------ | ------ | ------ | ------ |
| Unité              | Nombre | %     | Nombre | %      | Nombre | %      |
| Population         | 21 788 | 100   | 11 234 | 51,6   | 10 554 | 48,4   |
| Densité (hab./km2) | 93,8   | 93,8  | 48,4   | 48,4   | 45,4   | 45,4   |

## Résidents notables
- Nickel Jacob (1505-1576), apiculteur et écrivain
- Jakob Ebert (1549-1614), théologien
- Heinrich Göppert (1800-1884), scientifique
- Heinrich Laube (1806-1884), auteur
- Karl Bartsch (1832-1888), germaniste
- Robert Beisert (de) (1833-1893), homme politique
- Harald Bielfeld (de) (1863-1933), homme politique
- Walter Dötsch (de) (1909-1987), artiste
- Hans-Joachim Höfig (de) (1915-2006), sportif
- Manfred Steinbach (1933- ), sportif
- Jürgen Borchhardt (de) (1936-2021), archéologue
- Klaus Hänsch (1938- ), homme politique, président du Parlement européen
- Rudolf Langer (de) (1939- ), sportif
- Detlev Kittstein (1944-1996), sportif
- Fritz Puppel (de) (1944- ), musicien
- Maciej Migas (pl) (1976- ), réalisateur

## Relations internationales

### Jumelages
La ville a signé des jumelages ou des accords de coopération avec :
- Gevelsberg (Allemagne) ;
- Spremberg (Allemagne).

## Galerie

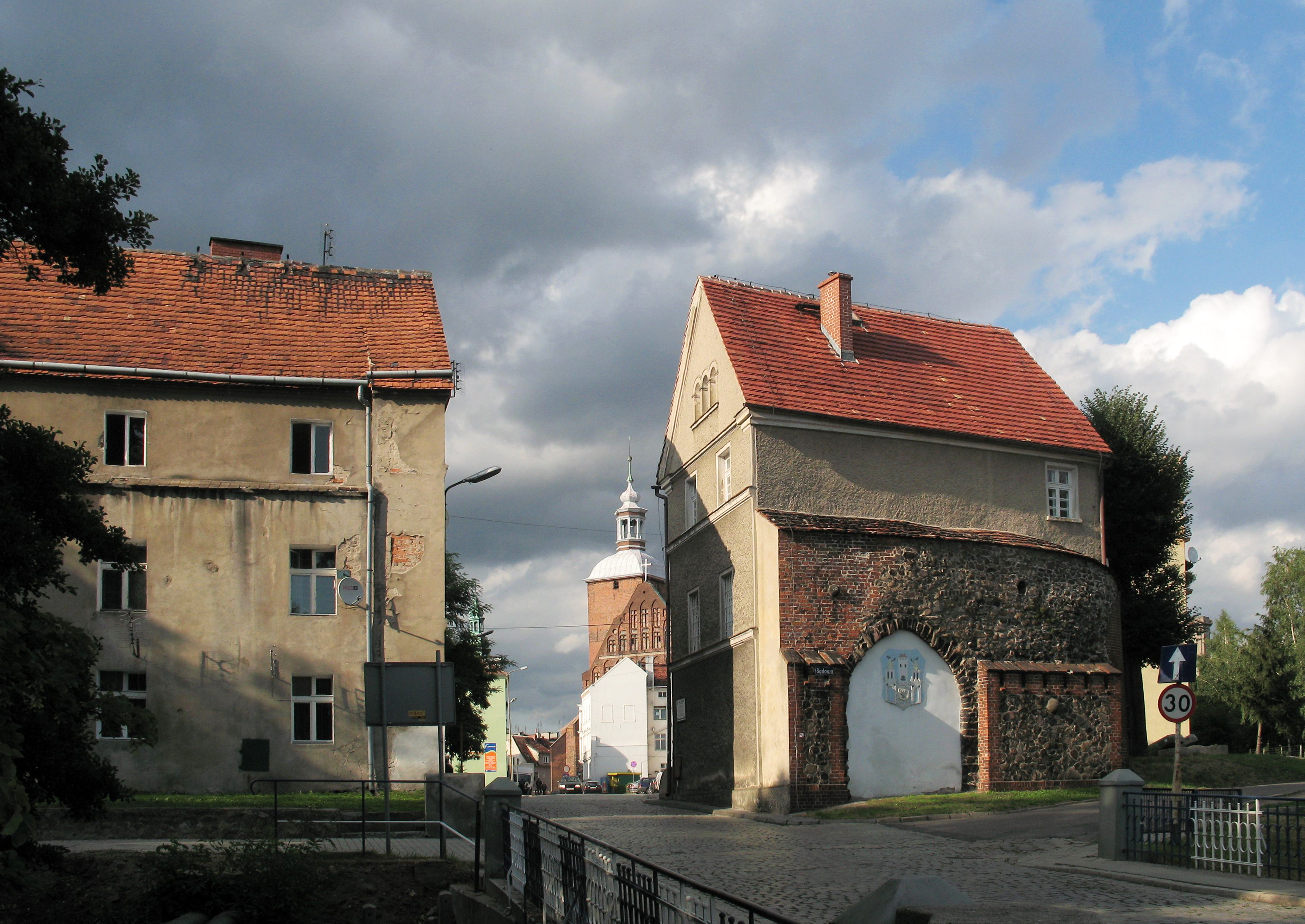
Le musée (Porte Sagan).
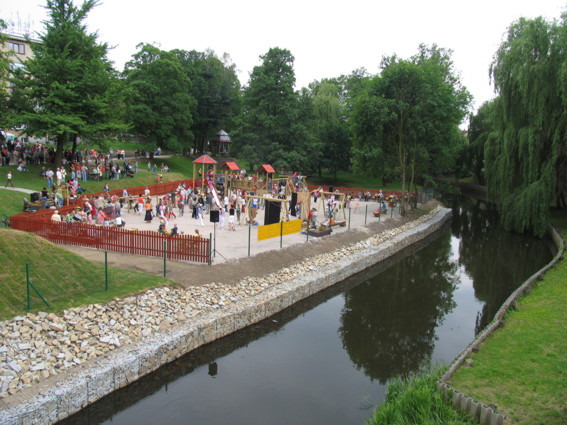
Parc du centre-ville.
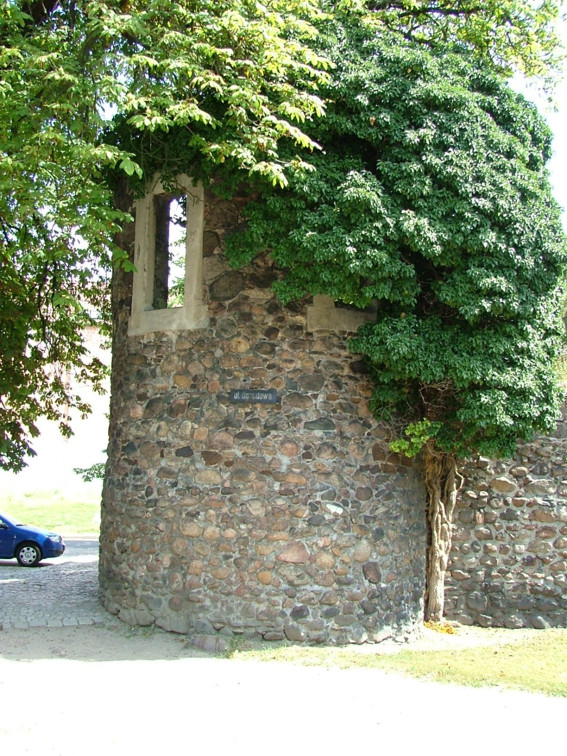
Tour Ouest.
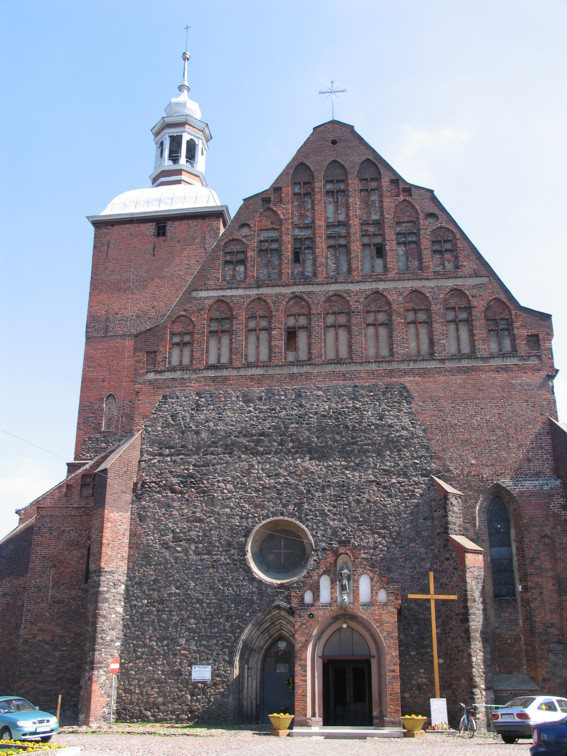
Église Saint Mary.
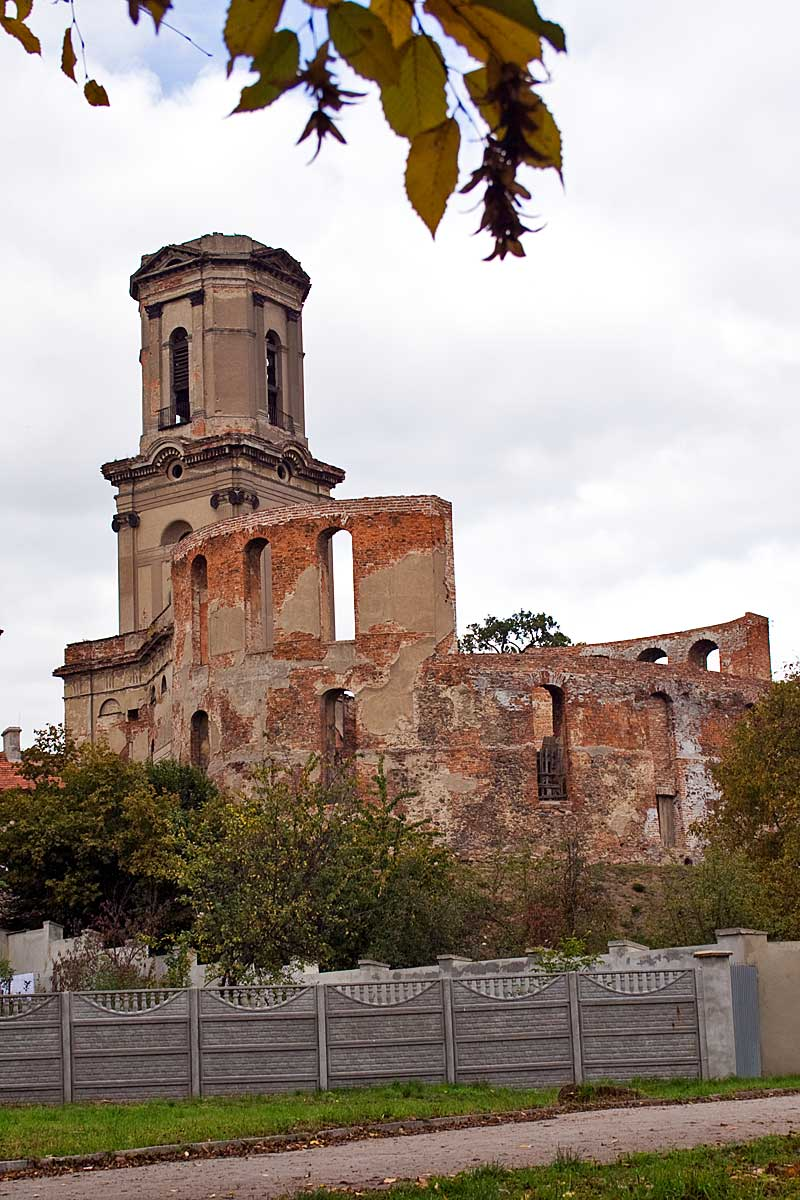
Ruine de l'église protestante (vieux château).
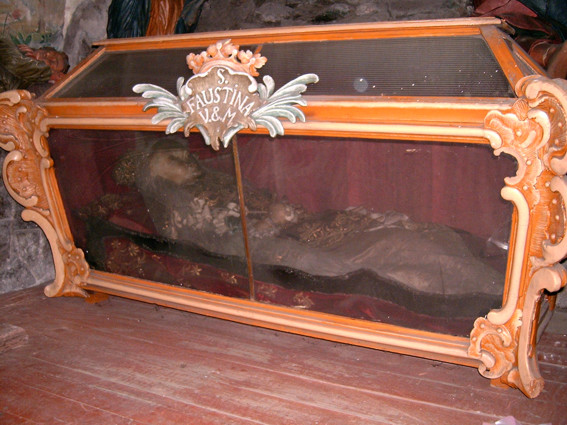
Sarcophage de Saint Faustina.
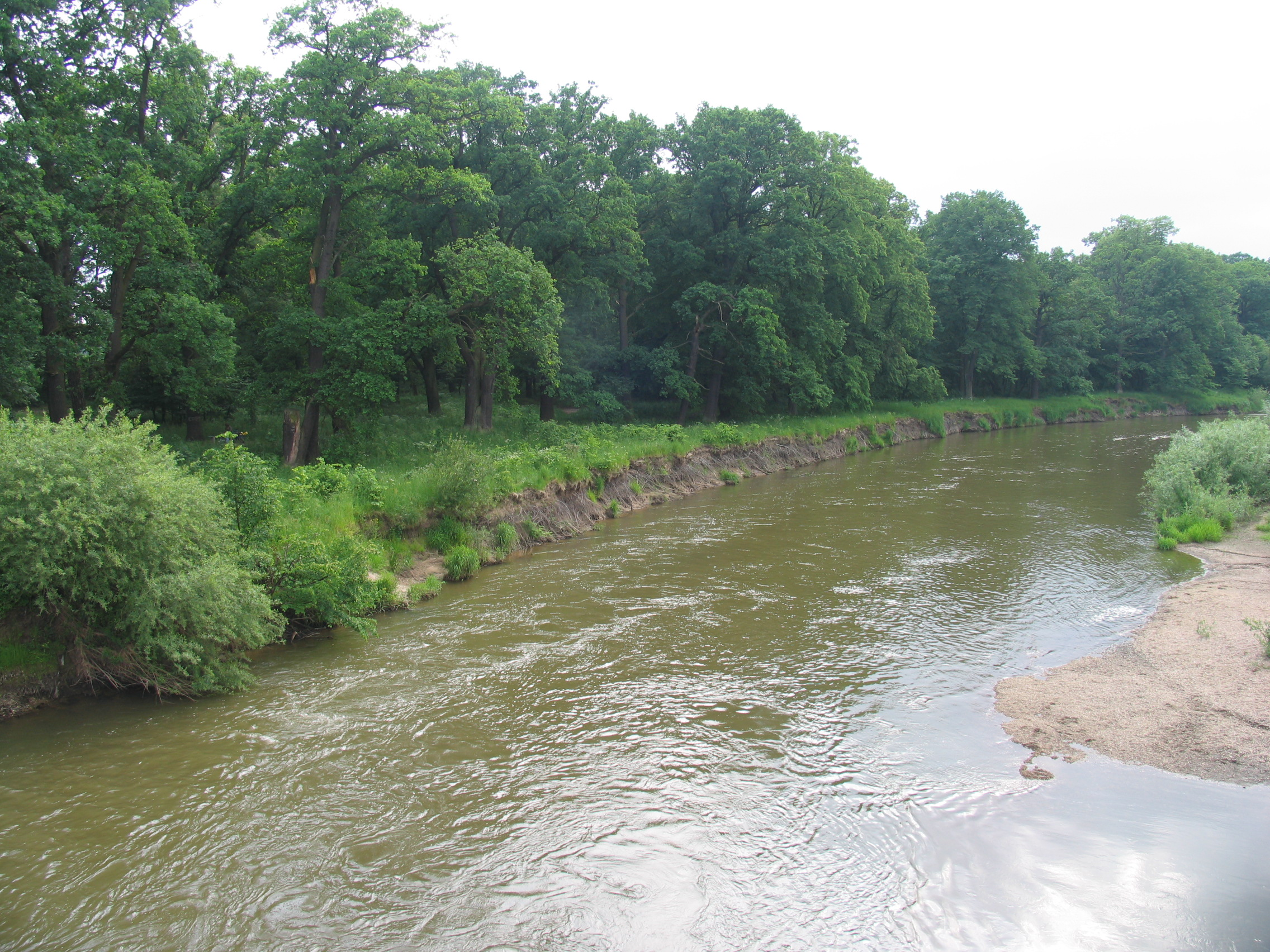
Rivière Bóbr.